# Liste der Kulturdenkmäler in Sinntal
Die folgende Liste enthält die in der Denkmaltopographie ausgewiesenen Kulturdenkmäler auf dem Gebiet  der Gemeinde Sinntal, Main-Kinzig-Kreis, Hessen.
Hinweis: Die Reihenfolge der Denkmäler in dieser Liste orientiert sich zunächst an Ortsteilen und anschließend der Anschrift, alternativ ist sie auch nach der Bezeichnung, der vom Landesamt für Denkmalpflege vergebenen Nummer oder der Bauzeit sortierbar.
Kulturdenkmäler werden fortlaufend im Denkmalverzeichnis des Landes Hessen durch das Landesamt für Denkmalpflege Hessen auf Basis des Hessischen Denkmalschutzgesetzes (HDSchG) geführt. Die Schutzwürdigkeit eines Kulturdenkmals hängt nicht von der Eintragung in das Denkmalverzeichnis des Landes Hessen oder der Veröffentlichung in der Denkmaltopographie ab.

Das Denkmalverzeichnis für diesen Bereich liegt noch nicht vor. Die bisher bekannten Bau- und Kunstdenkmäler hat das Landesamt für Denkmalpflege Hessen in sogenannten Arbeitslisten erfasst. Den Arbeitslisten liegen Erkenntnisse aus Akten, Ortsbegehungen und Denkmalinventaren, jedoch keine neuere systematische Forschung, zugrunde. Die Benehmensherstellung mit der Gemeinde gemäß § 11 Abs. 1 HDSchG ist noch nicht erfolgt.
Das Vorhandensein oder Fehlen eines Objekts in dieser Liste ist keine rechtsverbindliche Auskunft darüber, ob es Kulturdenkmal ist oder nicht: Diese Liste entspricht möglicherweise nicht dem aktuellen Stand der offiziellen Denkmaltopographie. Diese ist für Hessen in den entsprechenden Bänden der Denkmaltopographie Bundesrepublik Deutschland und im Internet unter DenkXweb – Kulturdenkmäler in Hessen einsehbar. Auch diese Quellen sind, obwohl sie durch das Landesamt für Denkmalpflege Hessen aktualisiert werden, nicht immer aktuell, da es im Denkmalbestand immer wieder Änderungen gibt.
Eine verbindliche Auskunft erteilt allein das Landesamt für Denkmalpflege Hessen.
Nutze diese Kartenansicht, um Koordinaten in der Liste zu setzen. In dieser Kartenansicht sind Kulturdenkmale ohne Koordinaten mit einem roten bzw. orangen Marker dargestellt und können in der Karte gesetzt werden. Kulturdenkmale ohne Bild sind mit einem blauen bzw. roten Marker gekennzeichnet, Kulturdenkmale mit Bild mit einem grünen bzw. orangen Marker.

## Gesamtanlagen
| Bild           | Bezeichnung    | Lage               | Beschreibung | Bauzeit | Objekt-Nr. |
| -------------- | -------------- | ------------------ | ------------ | ------- | ---------- |
| Alter Ortskern | Alter Ortskern | ‌Schwarzenfels‌ Lage |              |         | 826831 DDB |

## Kulturdenkmäler nach Ortsteilen

### Altengronau
| Bild            | Bezeichnung                               | Lage                                                                   | Beschreibung | Bauzeit | Objekt-Nr. |
| --------------- | ----------------------------------------- | ---------------------------------------------------------------------- | ------------ | ------- | ---------- |
| Bild gesucht BW | Grabstelle Gerhäuser                      | Am Ziegenberg (Friedhof) LageFlur: 4, Flurstück: 155/2                 |              |         | 826781 DDB |
| Bild gesucht BW | Alter Friedhof mit Ehrenmal               | Brunnenweg LageFlur: 3, Flurstück: 21                                  |              |         | 826518 DDB |
| Bild gesucht BW | Ziegenberg-Tunnel                         | Eisenbahn LageFlur: 5, Flurstück: 81/1                                 |              |         | 952552 DDB |
| Bild gesucht BW | Ehemalige Synagoge                        | Frankfurter Straße 3 LageFlur: 4, Flurstück: 241                       |              |         | 826096 DDB |
| Bild gesucht BW |                                           | Frankfurter Straße 14 LageFlur: 4, Flurstück: 203                      |              |         | 826097 DDB |
| Bild gesucht BW |                                           | Frankfurter Straße 16 LageFlur: 4, Flurstück: 204/2                    |              |         | 826892 DDB |
| Bild gesucht BW |                                           | Frankfurter Straße 41 LageFlur: 2, Flurstück: 2                        |              |         | 826779 DDB |
| Bild gesucht BW |                                           | Frankfurter Straße 43 LageFlur: 2, Flurstück: 3                        |              |         | 826780 DDB |
| Bild gesucht BW | Eisenbahnbrücke                           | Gronaubach, Gronaugrund LageFlur: 15, Flurstück: 28, 34                |              |         | 952551 DDB |
| Bild gesucht BW | Ehemaliges Verwalterhaus der Spiegelhütte | Hüttenweg 14, 16 LageFlur: 1, Flurstück: 128, 129                      |              |         | 826783 DDB |
| Bild gesucht BW | Eisenbahnbrücke                           | L 3371, Neuengronauer Straße LageFlur: 15, Flurstück: 19/1, 19/2, 19/3 |              |         | 952550 DDB |
| Bild gesucht BW | Alte Brücke                               | Sinn (Gew.Ii) LageFlur: 1, Flurstück: 44/1                             |              |         | 826098 DDB |
| Bild gesucht BW | Eisenbahnbrücke                           | Struthhecke, Frauenberg LageFlur: 8, 9, Flurstück: 3, 2                |              |         | 952553 DDB |
| Bild gesucht BW |                                           | Ulrich-von-Hutten-Straße 3 LageFlur: 1, Flurstück: 19                  |              |         | 826782 DDB |

### Breunings
| Bild            | Bezeichnung           | Lage                                               | Beschreibung | Bauzeit | Objekt-Nr. |
| --------------- | --------------------- | -------------------------------------------------- | ------------ | ------- | ---------- |
| Bild gesucht BW | Gutshof / Alte Schule | Am Pflaumenrain 2a LageFlur: 1, Flurstück: 58/2    |              |         | 826786 DDB |
| Bild gesucht BW | Evangelische Kirche   | Eisbachstraße 9 LageFlur: 1, Flurstück: 92         |              |         | 826785 DDB |
| Bild gesucht BW |                       | Eisbachstraße 26 LageFlur: 1, Flurstück: 114       |              |         | 826784 DDB |
| Bild gesucht BW | Forsthaus             | Ziegelhütter Straße 3 LageFlur: 1, Flurstück: 63/3 |              |         | 826787 DDB |

### Jossa
| Bild                | Bezeichnung         | Lage                                                                                                   | Beschreibung | Bauzeit | Objekt-Nr. |
| ------------------- | ------------------- | --- | ------------ | ------- | ---------- |
| Bild gesucht BW     |                     | Am Mühlberg 3 LageFlur: 6, Flurstück: 89                                                               |              |         | 826436 DDB |
| Bild gesucht BW     |                     | Am Plan 19 LageFlur: 1, Flurstück: 92                                                                  |              |         | 826788 DDB |
| weitere Bilder      | Bahnhof             | Bahnhof LageFlur: 5, Flurstück: 21/1, 21/3                                                             |              |         | 826790 DDB |
| Bild gesucht BW     | Ruppertsberg-Tunnel | Eisenbahn LageFlur: 11, Flurstück: 9/2                                                                 |              |         | 952549 DDB |
| weitere Bilder      | Viadukt             | L 2304 (Schleife Spessartstraße), Jossa, Im Elmgrund LageFlur: 2, 5, Flurstück: 107, 65, 75, 78, 79, 5 |              |         | 826492 DDB |
| Evangelische Kirche | Evangelische Kirche | Spessartstraße 31 LageFlur: 6, Flurstück: 28                                                           |              |         | 826437 DDB |
| Bild gesucht BW     | Ehemalige Schule    | Spessartstraße 4 LageFlur: 2, Flurstück: 62/2                                                          |              |         | 826791 DDB |
| Bild gesucht BW     | Ehemalige Mühle     | Spessartstraße 9, Mühlgraben LageFlur: 2, Flurstück: 117, 123/1                                        |              |         | 826792 DDB |
| Bild gesucht BW     |                     | Würzburger Straße 7 LageFlur: 2, Flurstück: 128                                                        |              |         | 826793 DDB |
| Bild gesucht BW     |                     | Würzburger Straße 17 LageFlur: 5, Flurstück: 12                                                        |              |         | 826789 DDB |

### Mottgers
| Bild            | Bezeichnung                       | Lage                                                                      | Beschreibung | Bauzeit | Objekt-Nr. |
| --------------- | --------------------------------- | ------------------------------------------------------------------------- | ------------ | ------- | ---------- |
| Bild gesucht BW | Einfriedung mit Portal            | Brückenstraße, Brückenstraße (L 3180) LageFlur: 15, Flurstück: 24, 25, 26 |              |         | 826795 DDB |
| Bild gesucht BW | Eisenbahnbrücke                   | Elm - Gemünden LageFlur: 13, Flurstück: 12/4                              |              |         | 952554 DDB |
| Bild gesucht BW | Eisenbahnbrücke                   | Elm - Gemünden LageFlur: 8, Flurstück: 10/4                               |              |         | 952555 DDB |
| weitere Bilder  | Sterbfritz-Tunnel                 | Elm - Gemünden LageFlur: 1, Flurstück: 6/4                                |              |         | 952557 DDB |
| Bild gesucht BW |                                   | Hauptstraße 29 LageFlur: 5, Flurstück: 33/3                               |              |         | 826796 DDB |
| Bild gesucht BW | Ehemalige Schule                  | Hauptstraße 62 LageFlur: 8, Flurstück: 73/1                               |              |         | 826797 DDB |
| Bild gesucht BW | Evangelische Kirche               | Hofwiesenstraße LageFlur: 6, Flurstück: 21                                |              |         | 826438 DDB |
| Bild gesucht BW | Evangelisches Pfarrhaus           | Hofwiesenstraße 2 LageFlur: 6, Flurstück: 22, 23                          |              |         | 826439 DDB |
| Bild gesucht BW | Tunnelportal                      | Im Dorf LageFlur: 7, Flurstück: 79/1                                      |              |         | 826800 DDB |
| Bild gesucht BW | Ehemaliges Blaufarbenwerk         | Sandweg 6 LageFlur: 3, Flurstück: 39/40, 39/72                            |              |         | 826794 DDB |
| Bild gesucht BW |                                   | Talweg 12 LageFlur: 7, Flurstück: 6                                       |              |         | 826799 DDB |
| Bild gesucht BW | Katholische Kirche                | Weichersbacher Straße 1 LageFlur: 3, Flurstück: 39/57                     |              |         | 826798 DDB |
| Bild gesucht BW | Ehemaliges katholisches Pfarrhaus | Weichersbacher Straße 1a LageFlur: 3, Flurstück: 39/45                    |              |         | 826801 DDB |

### Neuengronau
| Bild            | Bezeichnung            | Lage                                                                   | Beschreibung | Bauzeit | Objekt-Nr. |
| --------------- | ---------------------- | ---------------------------------------------------------------------- | ------------ | ------- | ---------- |
| Bild gesucht BW |                        | Am Hofberg 3 LageFlur: 2, Flurstück: 110/1                             |              |         | 826431 DDB |
| Bild gesucht BW | Evangelische Kirche    | Friedensstraße LageFlur: 2, Flurstück: 26, 27                          |              |         | 826363 DDB |
| Bild gesucht BW | Brunnen                | Friedensstraße LageFlur: 2, Flurstück: 54                              |              |         | 826805 DDB |
| Bild gesucht BW |                        | Friedensstraße 8 LageFlur: 2, Flurstück: 24/1                          |              |         | 826362 DDB |
| Bild gesucht BW | Evangelischer Pfarrhof | Friedensstraße 10 LageFlur: 2, Flurstück: 25                           |              |         | 826802 DDB |
| Bild gesucht BW | Ehrenmal               | Junkerstraße LageFlur: 1, Flurstück: 74/3                              |              |         | 826804 DDB |
| Bild gesucht BW | Hutzelmühle            | Junkerstraße 2, Hofwiesen LageFlur: 1, Flurstück: 115/2, 116, 119, 121 |              |         | 826806 DDB |
| Bild gesucht BW |                        | Junkerstraße 29 LageFlur: 2, Flurstück: 47/1                           |              |         | 826803 DDB |
| Bild gesucht BW |                        | Junkerstraße 36 LageFlur: 1, Flurstück: 128                            |              |         | 826429 DDB |
| Bild gesucht BW |                        | Lagerzstraße 10 LageFlur: 2, Flurstück: 30/4                           |              |         | 826807 DDB |
| Bild gesucht BW |                        | Ringstraße 4 LageFlur: 2, Flurstück: 59                                |              |         | 826427 DDB |
| Bild gesucht BW |                        | Ringstraße 7 LageFlur: 2, Flurstück: 61                                |              |         | 826428 DDB |
| Bild gesucht BW | Ehemalige Schule       | Weingasse 16 LageFlur: 2, Flurstück: 92/1                              |              |         | 826808 DDB |

### Oberzell
| Bild            | Bezeichnung             | Lage                                                     | Beschreibung | Bauzeit | Objekt-Nr. |
| --------------- | ----------------------- | -------------------------------------------------------- | ------------ | ------- | ---------- |
| Bild gesucht BW | Evangelisches Pfarrhaus | Am Berg 1 LageFlur: 22, Flurstück: 65/1                  |              |         | 826440 DDB |
| Bild gesucht BW | Altenteiler             | Kirchberg 10 LageFlur: 22, Flurstück: 6                  |              |         | 826811 DDB |
| Bild gesucht BW |                         | Kirchberg 2 LageFlur: 22, Flurstück: 17                  |              |         | 826442 DDB |
| Bild gesucht BW | Ehemalige Schule        | Kirchberg 3 LageFlur: 22, Flurstück: 18/1                |              |         | 826443 DDB |
| Bild gesucht BW | Ehemalige Synagoge      | Kirchberg 4 LageFlur: 22, Flurstück: 13, 14/2            |              |         | 826810 DDB |
| weitere Bilder  | Evangelische Kirche     | Kirchberg 5 LageFlur: 22, Flurstück: 21/2, 22            |              |         | 826441 DDB |
| Bild gesucht BW |                         | Sinntalstraße 4, 6 LageFlur: 21, Flurstück: 25/7, 26/2   |              |         | 826812 DDB |
| Bild gesucht BW | Ehemalige Schmiede      | Sinntalstraße 21 LageFlur: 20, Flurstück: 44/1           |              |         | 826814 DDB |
| Bild gesucht BW |                         | Sinntalstraße 34, 36 LageFlur: 22, Flurstück: 14/1, 15/2 |              |         | 826813 DDB |
| Bild gesucht BW | Keller                  | Steinhaag 15 LageFlur: 17, Flurstück: 26/3               |              |         | 826894 DDB |
| Bild gesucht BW |                         | Weidenstraße 2 LageFlur: 22, Flurstück: 44               |              |         | 826815 DDB |
| Bild gesucht BW | Strotte-Brönn           | Zeil LageFlur: 22, Flurstück: 34/3                       |              |         | 826818 DDB |
| Bild gesucht BW |                         | Zeil LageFlur: 30, Flurstück: 14/1                       |              |         | 826817 DDB |
| Bild gesucht BW |                         | Zeil 2 LageFlur: 22, Flurstück: 28                       |              |         | 826816 DDB |

### Sannerz
| Bild            | Bezeichnung                           | Lage                                                     | Beschreibung | Bauzeit | Objekt-Nr. |
| --------------- | ------------------------------------- | -------------------------------------------------------- | ------------ | ------- | ---------- |
| Bild gesucht BW | Ehrenmal                              | Birkenweg LageFlur: 2, Flurstück: 20                     |              |         | 826822 DDB |
| Bild gesucht BW | Katholische Kirche Mariae Himmelfahrt | Birkenweg LageFlur: 2, Flurstück: 9/3                    |              |         | 826445 DDB |
| Bild gesucht BW |                                       | Birkenweg 1 LageFlur: 2, Flurstück: 40/6                 |              |         | 826820 DDB |
| Bild gesucht BW | Propsteischloss                       | Birkenweg 15, 17 LageFlur: 2, Flurstück: 10, 11, 13/4, 7 |              |         | 826446 DDB |
| Bild gesucht BW |                                       | Birkenweg 3 LageFlur: 2, Flurstück: 26                   |              |         | 826821 DDB |
| Bild gesucht BW | Grundschule                           | Birkenweg 7 LageFlur: 2, Flurstück: 27                   |              |         | 826819 DDB |
| Bild gesucht BW | Eckenmühle                            | Erlenweg 16 LageFlur: 1, Flurstück: 64/1, 65/1           |              |         | 826823 DDB |
| Bild gesucht BW | Wegekreuz                             | Kastanienstraße LageFlur: 1, Flurstück: 92               |              |         | 826824 DDB |
| Bild gesucht BW | Mühle-Bäcker                          | Lindenstraße 2 LageFlur: 4, Flurstück: 17                |              |         | 826827 DDB |
| weitere Bilder  | Bruderhof Sannerz                     | Lindenstraße 13 LageFlur: 1, Flurstück: 2/1              |              |         | 826826 DDB |
| Bild gesucht BW |                                       | Weißdornweg 21 LageFlur: 1, Flurstück: 103               |              |         | 826828 DDB |

### Schwarzenfels
| Bild            | Bezeichnung               | Lage                                                                                        | Beschreibung | Bauzeit | Objekt-Nr. |
| --------------- | ------------------------- | ------------------------------------------------------------------------------------------- | ------------ | ------- | ---------- |
| Bild gesucht BW | Ehemaliger Schafhof       | Am Schloßberg 1, Zum Bergfried, Am Schloßberg 3 LageFlur: 1, Flurstück: 180/3, 181/1, 183/1 |              |         | 826331 DDB |
| Bild gesucht BW |                           | Amtsgasse 3 LageFlur: 1, Flurstück: 59/1                                                    |              |         | 826336 DDB |
| Bild gesucht BW |                           | Amtsgasse 4 LageFlur: 1, Flurstück: 164                                                     |              |         | 826337 DDB |
| Bild gesucht BW |                           | Amtsgasse 10 LageFlur: 1, Flurstück: 142                                                    |              |         | 826338 DDB |
| Bild gesucht BW | Ehemalige Revierförsterei | Bad Kissinger Straße 10 LageFlur: 7, Flurstück: 3/4                                         |              |         | 826339 DDB |
| Bild gesucht BW | Grundschule               | Karl-Freund-Straße 9 LageFlur: 2, Flurstück: 33/2                                           |              |         | 826829 DDB |
| weitere Bilder  | Burg Schwarzenfels        | Schloß, Schloßgasse 24, Schloßgasse 21 LageFlur: 1, Flurstück: 62/1, 76/2                   |              |         | 826334 DDB |
| Bild gesucht BW | Ehemaliges Spritzenhaus   | Schloßgasse LageFlur: 1, Flurstück: 115                                                     |              |         | 826342 DDB |
| Bild gesucht BW |                           | Schloßgasse 8 LageFlur: 1, Flurstück: 95/4                                                  |              |         | 826343 DDB |
| Bild gesucht BW | Ehemalige Apotheke        | Schloßgasse 14 LageFlur: 1, Flurstück: 88/2                                                 |              |         | 826344 DDB |
| Bild gesucht BW | Wirtshaus zur Burg        | Schloßgasse 18 LageFlur: 1, Flurstück: 87/2                                                 |              |         | 826333 DDB |
| Bild gesucht BW |                           | Schloßgasse 20 LageFlur: 1, Flurstück: 84/2                                                 |              |         | 826335 DDB |
| Bild gesucht BW | Ehrenmal                  | Zum Bergfried 17 LageFlur: 1, Flurstück: 129/2                                              |              |         | 826830 DDB |

### Sterbfritz
| Bild            | Bezeichnung                    | Lage | Beschreibung | Bauzeit | Objekt-Nr. |
| --------------- | ------------------------------ | --- | ------------ | ------- | ---------- |
| Bild gesucht BW |                                | Alte Schlüchterner Straße 2 LageFlur: 14, Flurstück: 2/1 |              |         | 826832 DDB |
| Bild gesucht BW | Evangelisches Pfarrhaus        | Alte Schlüchterner Straße 16 LageFlur: 14, Flurstück: 13/5 |              |         | 826833 DDB |
| weitere Bilder  | Evangelische Kirche            | Alte Schlüchterner Straße 27 LageFlur: 14, Flurstück: 20 |              |         | 826501 DDB |
| Bild gesucht BW |                                | Am Rathaus 9 LageFlur: 19, Flurstück: 13 |              |         | 826834 DDB |
| Bild gesucht BW | Ehemalige Schule (Rathaus)     | Am Rathaus 11 LageFlur: 19, Flurstück: 14 |              |         | 826835 DDB |
| Bild gesucht BW |                                | Am Rathaus 15 LageFlur: 19, Flurstück: 16 |              |         | 826836 DDB |
| Bild gesucht BW |                                | Am Rathaus 17 LageFlur: 19, Flurstück: 18 |              |         | 826837 DDB |
| Bild gesucht BW | Grenzsteine                    | An der Schelmsecke, Reitfeld LageFlur: 5, 12, Flurstück: 21/1, 73 |              |         | 826857 DDB |
| Bild gesucht BW |                                | Bahnhofstraße 4a LageFlur: 18, Flurstück: 19/3 |              |         | 826838 DDB |
| Bahnhof         | Bahnhof                        | Bahnhofstraße 6 LageFlur: 18, Flurstück: 19/6 |              |         | 826504 DDB |
| Bild gesucht BW |                                | Breuningser Straße 6 LageFlur: 15, Flurstück: 62/3 |              |         | 826839 DDB |
| Bild gesucht BW |                                | Breuningser Straße 15 LageFlur: 16, Flurstück: 52/1 |              |         | 826840 DDB |
| Bild gesucht BW | Backhaus                       | Brückenauer Straße 3, 9 LageFlur: 15, Flurstück: 54/1, 55/1 |              |         | 826841 DDB |
| Bild gesucht BW |                                | Brückenauer Straße 14 LageFlur: 15, Flurstück: 74/1 |              |         | 826844 DDB |
| Bild gesucht BW |                                | Brückenauer Straße 6 LageFlur: 15, Flurstück: 80/1 |              |         | 826842 DDB |
| Bild gesucht BW |                                | Brückenauer Straße 8 LageFlur: 15, Flurstück: 78/1 |              |         | 826843 DDB |
| Bild gesucht BW |                                | Brückenauer Straße 38 LageFlur: 16, Flurstück: 7/1 |              |         | 826845 DDB |
| weitere Bilder  | Sterbfritz-Tunnel              | Eisenbahn, Vor dem Buch, Sterbfritzer Straße, Schlüchtern - Bad Brückenau, Neuengronau - Sterbfritz, Kinzigstraße, In dem Auerbach, Im Herzwinkel, Elm - Gemünden, Auf dem roten Baum, Am Tunnel, Am roten Baum LageFlur: 1, 8, 10, Flurstück: 143/120, 6/4, 30, 31, 32, 44, 54, 55, 71, 78, 80, 83, 100, 106/3, 107/4, 33/4, 33/8, 46/1, 47/4, 49, 50 |              |         | 826505 DDB |
| Bild gesucht BW |                                | Icasstraße 2 LageFlur: 18, Flurstück: 25/1 |              |         | 826847 DDB |
| Bild gesucht BW |                                | Im Hof 10, 12 LageFlur: 15, Flurstück: 25/2, 32/1 |              |         | 826848 DDB |
| Bild gesucht BW |                                | Kirchstraße 1 LageFlur: 14, Flurstück: 22/2 |              |         | 826846 DDB |
| Bild gesucht BW |                                | Schlüchterner Straße 10 LageFlur: 19, Flurstück: 29/6 |              |         | 826895 DDB |
| Bild gesucht BW |                                | Schlüchterner Straße 11 LageFlur: 15, Flurstück: 38/1 |              |         | 826850 DDB |
| Bild gesucht BW | Altenteiler (ohne Hausnummer)  | Wassergasse, Schlüchterner Straße LageFlur: 14, Flurstück: 33/2, 33/3 |              |         | 826851 DDB |
| Bild gesucht BW | Katholische St. Michael-Kirche | Weinstraße 18 LageFlur: 6, Flurstück: 2/64 |              |         | 826849 DDB |

### ‌Weichersbach‌
| Bild            | Bezeichnung         | Lage                                                               | Beschreibung | Bauzeit | Objekt-Nr. |
| --------------- | ------------------- | ------------------------------------------------------------------ | ------------ | ------- | ---------- |
| Bild gesucht BW |                     | Forellenweg 2 LageFlur: 22, Flurstück: 14                          |              |         | 826447 DDB |
| Bild gesucht BW |                     | Forellenweg 10 LageFlur: 28, Flurstück: 5/2                        |              |         | 826852 DDB |
| Bild gesucht BW |                     | Geisberg 3 LageFlur: 21, Flurstück: 21                             |              |         | 826853 DDB |
| Bild gesucht BW |                     | Hirschwaldstraße 1 LageFlur: 23, Flurstück: 24                     |              |         | 826855 DDB |
| Bild gesucht BW |                     | Mottgerser Straße 15 LageFlur: 23, Flurstück: 21                   |              |         | 826856 DDB |
| Bild gesucht BW | Evangelische Kirche | Mottgerser Straße 20 LageFlur: 22, Flurstück: 32/1, 35             |              |         | 826448 DDB |
| Bild gesucht BW | Mühle               | Neumühle 25, 27, Hofwiesen LageFlur: 28, Flurstück: 44/1, 44/7, 85 |              |         | 826854 DDB |

### Weiperz
| Bild            | Bezeichnung                    | Lage                                                         | Beschreibung | Bauzeit | Objekt-Nr. |
| --------------- | ------------------------------ | ------------------------------------------------------------ | ------------ | ------- | ---------- |
| Bild gesucht BW | Gasthaus Zum Adler             | Beethovenstraße 4 LageFlur: 2, Flurstück: 89                 |              |         | 826863 DDB |
| Bild gesucht BW | Friedhofskreuz                 | Johann-Sebastian-Bach-Straße LageFlur: 2, Flurstück: 19      |              |         | 826859 DDB |
| Bild gesucht BW | Bildstock                      | Johann-Sebastian-Bach-Straße 2b LageFlur: 2, Flurstück: 35/7 |              |         | 826858 DDB |
| Bild gesucht BW |                                | Mozartstraße 2 LageFlur: 2, Flurstück: 56/1                  |              |         | 826860 DDB |
| Bild gesucht BW | Katholische St. Wigbert-Kirche | Mozartstraße 16 LageFlur: 1, Flurstück: 48/1                 |              |         | 826449 DDB |
| Bild gesucht BW | Wegekreuz                      | Richard-Wagner-Straße 10 LageFlur: 1, Flurstück: 74/1        |              |         | 826861 DDB |
| Bild gesucht BW |                                | Schubertstraße 2 LageFlur: 2, Flurstück: 74                  |              |         | 826862 DDB |

### ‌Züntersbach‌
| Bild            | Bezeichnung                       | Lage                                                     | Beschreibung | Bauzeit | Objekt-Nr. |
| --------------- | --------------------------------- | -------------------------------------------------------- | ------------ | ------- | ---------- |
| Bild gesucht BW | Ehemalige Schule                  | Am Kies 5 LageFlur: 14, Flurstück: 42/2                  |              |         | 826864 DDB |
| Bild gesucht BW |                                   | An der Kirche 2, 4 LageFlur: 11, Flurstück: 24/2, 25/1   |              |         | 826865 DDB |
| weitere Bilder  | Evangelische Kirche               | An der Kirche 7, Im Dorf LageFlur: 11, Flurstück: 20, 21 |              |         | 826089 DDB |
| Bild gesucht BW | Ehemalige katholische Schule      | Badstraße 2 LageFlur: 10, Flurstück: 17/4                |              |         | 826090 DDB |
| Bild gesucht BW | Katholische St. Bonifatius-Kirche | Bergwinkelstraße 6 LageFlur: 14, Flurstück: 16           |              |         | 826091 DDB |
| Bild gesucht BW | Ehrenmal                          | Bergwinkelstraße 7 LageFlur: 14, Flurstück: 30           |              |         | 826866 DDB |
| Bild gesucht BW |                                   | Eckartser Straße 3 LageFlur: 10, Flurstück: 3            |              |         | 826867 DDB |
| Bild gesucht BW | Altenteiler                       | Eckartser Straße 5 LageFlur: 10, Flurstück: 2            |              |         | 826868 DDB |
| Bild gesucht BW | Grundschule                       | Kasseler Straße 7 LageFlur: 2, Flurstück: 104/63         |              |         | 826869 DDB |
| Bild gesucht BW |                                   | Steinweg 2 LageFlur: 12, Flurstück: 102/2                |              |         | 826870 DDB |
| Bild gesucht BW |                                   | Zum Sengeswald 4, 6 LageFlur: 13, Flurstück: 31, 33/1    |              |         | 826871 DDB |